# Marvin Baudry
Marvin Baudry (Reims, 26 de enero de 1990) es un futbolista congoleño que juega de defensa en el U. S. Orléans del Championnat National. Es internacional con la selección de fútbol de la República del Congo.

## Clubes
| Club             | País    | Año       |
| ---------------- | ------- | --------- |
| Amiens S. C.     | Francia | 2012-2015 |
| SV Zulte-Waregem | Bélgica | 2015-2020 |
| Stade Lavallois  | Francia | 2021-2024 |
| U. S. Orléans    | Francia | 2024-     |

## Palmarés

### Títulos nacionales
| Título          | Club             | País    | Año  |
| --------------- | ---------------- | ------- | ---- |
| Copa de Bélgica | SV Zulte Waregem | Bélgica | 2017 |